# Danmarks ambassade i Bamako
Danmarks ambassade i Bamako er Danmarks diplomatiske repræsentation i Mali. Ambassaden har også ansvar for Gambia, men Udenrigsministeriet har et honorær konsulat i Banjul. Ambassaden blev oprettet i 1972, og samarbejdet mellem Danmark og Mali har siden da fokuseret på udviklingsbistand og humanitær støtte. Mali er et af de fattigste lande i verden, og Danmark har gennem årene støttet en række projekter i landet inden for områder som vandforsyning, sanitet, uddannelse og landbrug. Ambassaden har også samarbejdet tæt med andre danske myndigheder og organisationer, herunder Udenrigsministeriet og Danida, for at støtte danske udviklingsprojekter i Mali og for at sikre en bæredygtig udvikling i landet.
I de senere år har samarbejdet mellem Danmark og Mali også omfattet en indsats mod terrorisme og ekstremisme i Sahel-regionen. Danmark har bl.a. bidraget med militære trænings- og rådgivningshold til Mali og de omkringliggende lande.
I 2012 blev ambassaden midlertidigt lukket på grund af sikkerhedsmæssige årsager i forbindelse med urolighederne i Mali. Ambassaden blev genåbnet i 2014.
I 2024 besluttede Danmark at lukke ambassaden i Mali.

## Lukning i 2024
I 2024 besluttede Danmark at lukke ambassaden i Mali som led i en ny Afrika-strategi. Beslutningen skyldes de seneste års militærkup i landet, hvilket har begrænset mulighederne for et konstruktivt bilateralt samarbejde. Som en del af den nye strategi planlægger Danmark at åbne ambassader i Senegal, Tunesien og Rwanda samt styrke de eksisterende ambassader i Egypten, Kenya, Sydafrika, Nigeria og Ghana.